# Sanyo Wavy 3
Sanyo Wavy 3 (Wavy 3) је кућни рачунар фирме Санио (Sanyo) који је почео да се производи у Јапану током 1984. године.
Користио је Zilog Z80A микропроцесорску јединицу а RAM меморија рачунара је имала капацитет од барем 8kB (већина 64kB).
Као оперативни систем кориштен је MSX DOS.

## Детаљни подаци
Детаљнији подаци о рачунару Wavy 3 су дати у табели испод.
|                       |                                                                                      |
| [ 1 ]                 |                                                                                      |
| Произвођач            | Санио                                                                                |
| Тип                   | кућни рачунар                                                                        |
| Меморија              | барем 8kB (већина 64kB)                                                              |
| Поријекло             | Јапан                                                                                |
| Година                | 1984                                                                                 |
| Тастатура             | тастатура са пуним помаком тастера, са 5 F-тастера са 10 функција и 4 тастера смјера |
| Процесор              |                                                                                      |
| Фреквенција процесора | 3,58                                                                                 |
| RAM                   | барем 8kB (већина 64kB)                                                              |
| ROM                   | 32 BASIC/BIOS ( MSX BASIC V1.0)                                                      |
| Текст                 | мод 0: 40 x 24                                                                       |
| Графика               | мод 2: 256 x 192 са 16 боја (Hires мод)                                              |
| Боја                  | 16                                                                                   |
| Звук                  | General Instruments AY-3-8910 програмибилни генератор звука                          |
| Димензије             | 4,5                                                                                  |
| Портови               |                                                                                      |
| Оперативни систем     |                                                                                      |